# Ginka Zagorčevová
Ginka Zagorčevová (bulharsky Гинка Загорчева; * 12. dubna 1958, Rakovski, Plovdivská oblast) je bývalá bulharská atletka, sprinterka, jejíž specializací byly krátké překážkové běhy.

## Kariéra
V roce 1983 na halovém ME v Budapešti doběhla ve finále běhu na 60 metrů překážek v čase 8,08 s na 4. místě a vybojovala bronzovou medaili v běhu na 100 metrů překážek na prvním ročníku MS v atletice v Helsinkách. O dva roky později získala stříbrnou medaili na halovém ME Pireu a zlato na světové letní univerziádě v japonském Kóbe.
V roce 1986 si doběhla na evropském šampionátu ve Stuttgartu pro bronz. Stříbro brala Cornelia Oschkenatová z NDR a zlato Bulharka Jordanka Donkovová, se kterou vybojovala Zagorčevová rovněž stříbro ve štafetě na 4×100 metrů. Dalšími členkami štafety byly Anelia Nuněvová a Naděžda Georgijevová.
V roce 1987 vybojovala bronz na halovém ME v Liévinu i na halovém MS v Indianapolisu. 8. srpna 1987 v řeckém městě Drama zaběhla nový světový rekord v běhu na 100 metrů překážek, jehož hodnota byla 12,25 s. O jednu setinu vylepšila tehdejší výkon krajanky Donkovové, která se však světovou rekordmankou znovu stala 20. srpna 1988, když ve Stare Zagoře vylepšila hodnotu světového rekordu na dosud platných 12,21 s.
4. září 1987 se stala v Římě mistryní světa v běhu na 100 m překážek, když ve finále trať proběhla v čase 12,34 s. Stříbrná Gloria Siebertová z NDR ztratila na vítězku 10 setin sekundy. Na halovém ME 1988 v Budapešti skončila na 4. místě. V roce 1990 na evropském šampionátu ve Splitu doběhla ve finále na 6. místě.

## Osobní rekordy
- 60 m př. (hala) - 7,85 s - 7. února 1987, Sofie
- 100 m př. - 12,25 s - 8. srpna 1987, Drama